# Arsone Mendy
Arsone Mendy (nacido el 8 de abril de 1998 en Le Chesnay, Francia), es un jugador de baloncesto francés. Con 2 metros y 2 centímetros de estatura, juega en la posición de ala-pívot.

## Trayectoria
Es un baloncestista formado en la cantera del JSF Nanterre, con el que llegó a jugar dos partidos en la LNB Pro A en la temporada 2016-17.
Desde 2016 a 2019 formaría parte del Espoirs Nanterre, equipo sub-21 del conjunto francés y sería internacional con las categorías inferiores de la selección francesa.
En la temporada 2020-21, firma con La Charité Basket 58 de la Nationale Masculine 1, la tercera división del baloncesto francés.
En la temporada 2021-22, se incorpora al Pays de Fougueres Basket, club de la Nationale Masculine 2, la cuarta división del baloncesto francés.
El 4 de septiembre de 2022, firma un contrato temporal por el Palencia Baloncesto de la Liga LEB Oro.
Cabe destacar que en este equipo fue adorado por todos tocando su techo en cuanto a rendimiento deportivo en el partido contra el Leyma Coruña, anotando más de 7 puntos.
El 26 de julio de 2023, firma por el Damex Udea Algeciras de la Liga LEB Plata, en el que jugaría hasta el 11 de diciembre de 2023, cuando pide la baja para salir del club gaditano.

### Selección nacional
En julio de 2017, disputa el Campeonato Mundial de Baloncesto Sub-19 de 2017 disputado en El Cairo, Egipto, donde participa en 4 partidos.